# Mikoyan-Gurevich SM-12
Mikoyan-Gurevich SM-12 là một mẫu máy bay chiến đấu thử nghiệm của Liên Xô, nó được phát triển dựa trên các thông số của MiG-19, có 4 mẫu được chế tạo, nhưng sau này nó lại trở thành cơ sở để phát triển loại tiên kích huyền thoại MiG-21.

## Lịch sử
Đây là một mẫu cuối cùng được phát triển để lấy các thông số cơ bản cho MiG-19, mẫu máy bay tiên tiến SM-12, đây là một quá trình cải tiến gia tăng, như một vũ khí đánh chặn bảo vệ các mục tiêu trên mặt đất. Như MiG-19S phục vụ không quân Xô Viết từ giữa năm 1956, phòng thiết kế MiG đã tiếp tục phát triển những mặt tích cực từ mẫu máy bay chiến đấu 2 động cơ Izdeliye SM được phát triển vào năm 1951 với mẫu SM-1 (I-340). Chiếc SM-12 đầu tiên được trông thấy trong một bài tập, 3 mẫu đầu tiên, SM-12/1, thực chất là MiG-19S với mũi mở rộng, thẳng.
Mẫu thứ 3 là SM-12/3, khác với 2 mẫu trước đó dùng động cơ AM-9B (RD-9B), mẫu thứ 3 đã chuyển sang sử dụng động cơ phản lực R3-26, đây là mẫu động cơ được phát triển bởi V. N. Sorokin. Nó cung cấp lực đẩy 3.600 kg, cho phép SM-12/3 đạt tới tốc độ 1.430 km/h hay Mach 1.16 trên mặt biển, và 1.930 km/h (Mach 1.8) trên cao 12000 m, và nó đạt độ cao bay thử nghiệm là 17.500-18.000 m. Những kết quả nổi bật này đã đưa đến một sự phát triển xa hơn nữa với việc sản xuất nó như một máy bay bảo vệ mục tiêu.

Động cơ tương tự R-3-26 và gồm thiết kế mũi chính với một miệng lớn cho phép lắp đặt ra-đa TsD-30, một mẫu thiết kế xa hơn đã được chế tạo với tên gọi SM-12PM. Mẫu máy bay này loại bỏ pháo NR-30 ở cánh, SM-12PM trang bị với 2 tên lửa dẫn đường K-5M (RS-2U) và bay thử nghiệm vào năm 1957. Một mẫu nữa được thử nghiệm đến cuối năm 1958 với tên gọi SM-12PMU. Mẫu này có động cơ phản lực nâng cấp R3M-26 có lực đẩy 3.800 kg và trang bị một bộ tăng tốc U-19D ở dưới bụng của nó, gồm một mô-tơ tên lửa RU-013 và nhiên liệu của nó. Phát triển bởi D. D. Sevruk, RU-013 cung cấp lực đẩy 3.000 kg. Với động cơ tên lửa này, SM-12PMU đạt tới độ cao 24.000 m và tốc độ là Mach 1.69, nhưng do quyết định chính lúc đó là sản xuất Ye-7 trong chuỗi như MiG-21P và sự phát triển xa hơn nữa của SM-12 đã phải ngừng lại.

## Thông số kỹ thuật (SM-12/3)

### Đặc điểm riêng
- Phi đoàn: 1 người
- Dài: 12.5 m (41 ft)
- Sải cánh: 8.2 m (30 ft 2 in)
- Cao: 3.9 m (12 ft 10 in)
- Diện tích cánh: 25.0 m² (270 ft²)
- Khối lượng rỗng: 5.447 kg (11.983 lb)
- Khối lượng cất cánh tối đa: 7.560 kg (16.632 lb)
- Động cơ: 2× động cơ phản lực có thùng nhiên liệu phụ Tumansky RD-9B, lực đẩy 31.9 kN (7.178 lbf) mỗi động cơ.

### Hiệu suất bay
- Vận tốc cực đại: 1.720 km/h
- Tầm bay: 1.700 km
- Trần bay: 17.400 m

### Vũ khí
- Mang 250 kg (550 lb) bom hoặc tên lửa không điều khiển trên 4 giá đỡ dưới cánh.

## Nội dung liên quan
MiG Ye-50 - MiG I-7U - MiG SM-12 - MiG I-75 - MiG Ye-152A - MiG Ye-166